# Европолис
Европолис (арм. Եվրոպոլիս), или Новый Ереван (арм. Նոր Երևան — Нор-Ереван) — проект строительства в Армянской ССР нового города с населением 200 тысяч человек.
7 декабря 1989 года председатель правительства Армянской ССР Владимир Маргарянц и президент компании «Европолис» Роберт Ниланд подписали протокол о сотрудничестве, согласно которому должны были быть собраны средства для строительства в течение 8 лет нового города недалеко от границы Турции, Ирана и Азербайджана.
По проекту город должен состоять из 6 отдельных микрорайонов, быть комфортным и современным, экологически чистым и гармонировать с окружающим ландшафтом. В центре города должна была быть большая зелёная зона, а в центрах каждого из 6-и микрорайонов зелёные зоны поменьше. Центры микрорайонов должны были соединяться кольцевидной улицей что имело символическое значение характеризуя идею равноправия и равных возможностей развития в мире.
Основной целью строительства города было обеспечение жильём людей, оставшихся без крова в результате Спитакского землетрясения, а позднее также депортации армян из Азербайджанской ССР. В идею строительства города также входило привлечение различных международных организаций.